# Synagoga v Radeníně

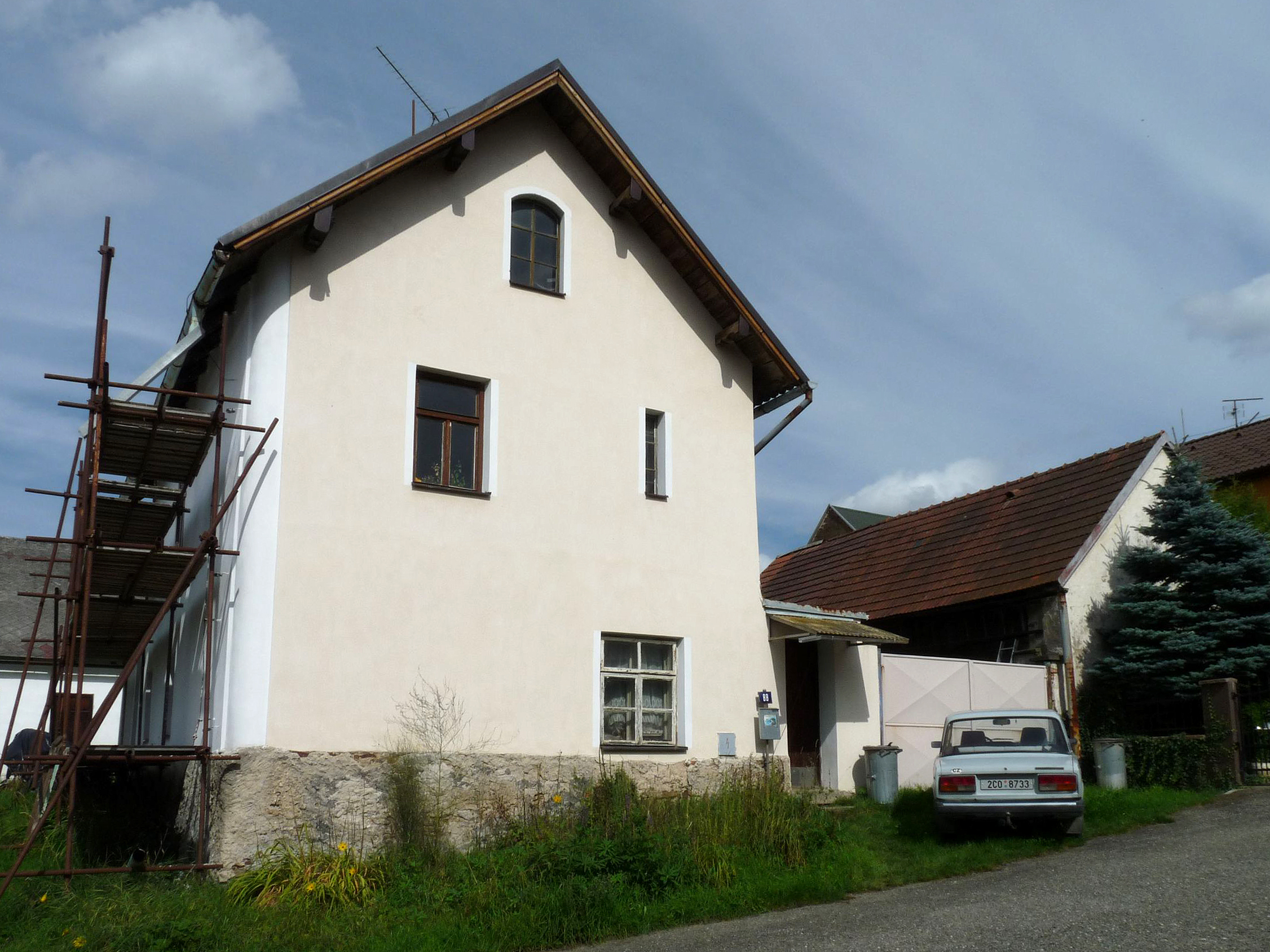
Pohled k synagoze od jihu

Synagoga stojí v obci Radenín v okrese Tábor v Jihočeském kraji. Nalézá se východně od obecního úřadu a centra obce.

## Historie
Synagoga se připomíná již roku 1723 spolu s devíti rodinami a židovským hřbitovem. V roce 1806 vyhořelo dřevěné ghetto a dále se stavěly již jen domy kamenné, na rozdíl od domů křesťanských označené číslicemi římskými. V současném domě č.p. 67 bývala židovská škola, č.p. 66 špitální dům, židovská obec vlastnila i blízkou budovu dnešního obecního úřadu č.p. 61. Od 19. století Židé začali ghetto opouštět a kupovat domy přímo v obci (povoleno to bylo od roku 1853), v poslední dekádě tohoto století nastalo hromadné stěhování do měst i za moře.
V synagoze byla uschovávána tóra psaná na pergamenu ručně perem z vraních brk, byly tu i zachovalé staré rabínské čelenky ze zdobených rohů zvaných šofar, a několik ručně tepaných nádob a vyšívaných rouch. Ke zrušení synagogy došlo roku 1934 jejím prodáním za 5000 Kč Václavu Příplatovi, který velkou část budovy zboural a přestavěl ji na současný rodinný dům č.p. 88. Na přelomu století se prodal i měděný kotel ze zrušené lázně, sloužící každý pátek k rituální koupeli žen..